# Sergio Antelo Gutiérrez
Sergio Antelo Guitiérrez ( 19 de mayo de 1941, Santa Cruz de la Sierra -  18 de junio de 2018, Santa Cruz de la Sierra) fue un escritor, arquitecto y pensador boliviano,  autor de grandes planes para su ciudad. Fue presidente del Colegio de Arquitectos de Santa Cruz y Colegio de Arquitectos de Bolivia. Elaboró obras arquitectónicas clave en Santa Cruz, como la Terminal de Buses 'Julio Prado Montaño' y el Parque El Arenal.  Antelo es considerado como "el representante más importante del pensamiento político cruceño contemporáneo" por la historiadora Paula Peña.

## Vida personal
Cuando Sergio Antelo era niño, Santa Cruz contaba con una población de apenas 50.000 habitantes. Luego de salir bachiller, estudió Arquitectura y tuvo como vocación el pensamiento político. A fines de la década del 50, salió al exterior para formarse en la  Universidad Federal de Pernambuco, en Brasil.
 

Después de regresar a Santa Cruz, proyectó obras que llegaron a ser referentes en la ciudad, como el edificio de la Cooperativa La Merced y las anteriormente citadas. El arquitecto  Fernando Prado Salmón destaca también su labor:
 "Es un representante del movimiento moderno arquitectónico en Santa Cruz, marcado por usar de manera distinta el hormigón armado”. 
De 1974 a 1977, Antelo fundó el Colegio de Arquitectos de Santa Cruz y fue el primer cruceño en comandar el Colegio de Arquitectos de Bolivia durante el periodo comprendido entre 1978 y 1981. Su rol fue determinante para el crecimiento de Santa Cruz durante las décadas del 70 y el 80. 
Fue director de la Revista Debate, editada entre los 70 y 80 por la intelectualidad de Santa Cruz y algunos invitados de otras regiones de Bolivia.
En 1983, cuando se desbordó el río Piraí y él era alcalde, creó el Plan Tres Mil, un desarrollo urbano que consistía en la construcción de 3 mil viviendas al sudeste de la ciudad para albergar a los afectados por la riada sin tener presupuesto para ello, todo se manejo con donaciones y el sistema de minga, que consiste en ayudarse los unos a los otros a construir la vivienda..Fue autor del primer Código de Urbanismo y Obras de Santa Cruz y de los libros:
- Centralismo y estructuras de poder 1985
- Los Cruceños y su derecho a la libre determinación. 2003
- Los Cambas, Nación sin estado 2017
- 1877, Rebelión en las sombras. 2018

## Pensamiento político
Fue miembro de algunos partidos progresistas, como Izquierda Unida (IU) y Movimiento Bolivia Libre (MBL). En el año 2003 realizó la proclamación de la Nación Camba y empezó una nueva lucha política para generar resultados favorables a su región. Fue uno de los fundadores del movimiento Nación camba.

## Alcalde municipal
Desempeñó el cargo de alcalde municipal de Santa Cruz de la Sierra y fue concejal durante varios periodos.